# Les Hick
Leslie D. Hick (sinh năm 1927) là một cầu thủ bóng đá người Anh thi đấu ở vị trí outside right.

## Sự nghiệp
Sinh ra ở Acomb, Hick ký hợp đồng với Bradford City vào tháng 7 năm 1948 sau khi thi đấu bóng đá nghiệp dư, rời câu lạc bộ vào tháng 7 năm 1950. Trong thời gian với Bradford City ông có 1 lần ra sân ở Football League.